# جون لوي (لاعب دارت)
جون لوي (بالإنجليزية: John Lowe)‏ هو لاعب دارت بريطاني، ولد في 21 يوليو 1945 في Tupton ‏ في المملكة المتحدة.

## وصلات خارجية
- جون لوي على موقع DartsDatabase.co.uk (الإنجليزية)
- جون لوي على موقع IMDb (الإنجليزية)
- جون لوي على موقع قاعدة بيانات الفيلم (الإنجليزية)